# Shōnen Club
Shōnen Club (japanisch 少年倶楽部, Shōnen Kurabu, dt. „Jungsclub“) war ein japanisches Manga-Magazin, das sich an ein männliches jugendliches Publikum richtete und daher zur Shōnen-Kategorie gezählt wird. Es erschien ab 1914 monatlich bei Kōdansha und enthielt eine Mischung aus meist humorvollen und Abenteuer-Mangas, Fotoserien, bebilderten Artikeln und Fortsetzungsromanen.
Ab 1930 wurde der Anteil der Mangas im Magazin größer und deren Geschichten wurden länger und ebenfalls über mehrere Ausgaben fortgesetzt, um später auch zusammengefasst in Büchern herausgegeben zu werden. Mit dieser Entwicklung und auch seinem Erscheinen ab 1914 nimmt das Magazin eine wichtige Rolle in der Entwicklung von Mangas ein. Es entwickelte sich zu den erfolgreichsten und bekanntesten Magazinen seiner Zeit. Im Laufe der 1930er Jahre wurde die Publikation zunehmend in die Kriegspropaganda der japanischen Regierung eingebunden. So erschien ab 1931 die erfolgreiche Serie Norakuro Nitō Sotsu über die Militärkarriere eines Soldaten in Hundegestalt, der gegen als Schweine dargestellte Chinesen kämpft. Schließlich ging im Laufe des Krieges der Anteil der Mangas immer weiter zurück und es erschienen vor allem Artikel über Soldaten im Kriegseinsatz, bis schließlich Anleitungen zum Waffeneinsatz abgedruckt wurden.
Unter der amerikanischen Besatzung wurde das Magazin wegen seiner Verbreitung von Propaganda während des Krieges für die Kriegspropaganda mit verantwortlich gemacht und viele Redakteure entlassen. Es musste nun teilweise in Englisch erscheinen und auch englischsprachige Comics drucken. Das Heft konnte an die frühere Popularität auch später nicht mehr anknüpfen. 1962 wurde die Veröffentlichung eingestellt.
Schwestermagazine waren die an Mädchen gerichtete Shōjo Club und die Kinder gerichtete Yōnen Club.

## Serien (Auswahl)
- Bōken Dankichi von Shimada Keizō
- Norakuro Nitō Sotsu von Tagawa Suihō
- Robatto Santōhei von Maetani Koremitsu
- Rock Bōkenki von Osamu Tezuka
- Senpū Z von Osamu Tezuka